# 第22回スーパーボウル
第22回スーパーボウル（だい22かいスーパーボウル、Super Bowl XXII）は1988年1月31日にカリフォルニア州サンディエゴのジャック・マーフィー・スタジアムで行われた22回目のスーパーボウル。NFCチャンピオンであるワシントン・レッドスキンズとAFCチャンピオンであるデンバー・ブロンコスの対戦、レッドスキンズがブロンコスを42-10で破って5年ぶり2度目のスーパーボウル制覇を果たした。MVPはレッドスキンズのクォーターバックであるダグ・ウィリアムスが受賞した。
テレビ中継はABCが担当した。テレビの視聴率は前半で大差がついたこともあり、後半急落した。

## 背景
第21回スーパーボウル、第22回スーパーボウル、第23回スーパーボウル、第24回スーパーボウルの開催地には、アナハイム、デトロイト、ヒューストン、ジャクソンビル、マイアミ、ミネアポリス、ニューオーリンズ、パサデナ、フィラデルフィア、サンフランシスコ、サンディエゴ、シアトル、タンパ、テンピの14都市が立候補した。
1984年5月23日から25日にかけて行われたNFLオーナー会議で、サンディエゴのジャック・マーフィー・スタジアムでの開催が決まった。前年の第21回スーパーボウルも同じカリフォルニア州のパサデナに決まっており、スーパーボウルが同じ州で2年連続開催されたことは、他には第2回スーパーボウル、第3回スーパーボウルがマイアミ・オレンジボウルで開催されたときと、第43回スーパーボウルがレイモンド・ジェームス・スタジアム、第44回スーパーボウルがサンライフ・スタジアムで開催されたケースしかない。
1987年シーズンは、選手のストライキにより、1試合少ない15試合で行われた。また、大部分の選手が3週間に渡り欠場、その間代替選手が多くプレーしたが、一部のスター選手はスト破りを行った。

### ウィリアムスとワシントン・レッドスキンズ
レッドスキンズのQBダグ・ウィリアムスは、1978年のNFLドラフト1巡でタンパベイ・バッカニアーズに指名され、5シーズンプレーした後、契約問題からチームを去り、USFLのオクラホマ・アウトローズでプレーした。USFLが崩壊した後、ジョー・ギブスヘッドコーチに声をかけられて、ジェイ・シュローダーの控えQBとしてレッドスキンズに入団した。1986年にはわずか1試合の出場、1987年の大部分をベンチで過ごしたが、シュローダーが負傷したことから、先発QBに昇格し、5試合の出場で1,156ヤードを獲得、11TD、5INTの成績を残した。シュローダーが怪我から回復した後もギブスはウィリアムスを先発QBとして起用し続けた。
WRゲイリー・クラークが56回のレシーブで1,066ヤード（平均19ヤード）を獲得、ディープスリートのリッキー・サンダース、アート・モンクが合計で80レシーブ、1,130ヤードを獲得した。。RBジョージ・ロジャースがチームトップの613ヤードを走ったが、ロジャースは負傷のためスーパーボウルではあまり出場できず、早く現役を引退することとなり、スーパーボウルでは彼の代役を新人RBティミー・スミスが務めた。FBケルビン・ブライアントは406ヤードを走るとともに、43回のレシーブで490ヤードを獲得した。
レッドスキンズはディフェンスも優れており、ディフェンスバックのバリー・ウィルバーンは9インターセプトで135ヤードをリターン、1TDをあげた。またトッド・ボールズ、ダレル・グリーンが4インターセプトをあげた。ディフェンスラインでは、チャールズ・マンが9.5サック、1ファンブルリカバー、デクスター・マンリーが8.5サックをあげた。
レギュラーシーズンを11勝4敗で終えたチームは第3シードでプレーオフに進出した。

### エルウェイとデンバー・ブロンコス
ダン・リーブスヘッドコーチのブロンコスはAFCトップの10勝4敗1分でシーズンを終えた。レギュラーシーズンで引分試合のあったチームがスーパーボウルに出場するのは、その後第47回スーパーボウルに11勝4敗1分のサンフランシスコ・フォーティナイナーズまでない珍しい記録であった。
QBジョン・エルウェイは3,198ヤードを投げて19TDをあげた。またランでもチーム2位の304ヤードを獲得した。WRバンス・ジョンソン、リッキー・ナティール、TEクラレンス・ケイは合計104回のレシーブで1,754ヤードを獲得した。RBサミー・ワインダーがチームトップの741ヤードを走り6TDをあげ、FBジーン・ラングは304ヤードを走るとともに17レシーブを記録した。
ディフェンスの中心は7サック、3インターセプトをあげたカール・メクレンバーグであり、ディフェンスバックのマイク・ハーデンが4インターセプト、DEルロン・ジョーンズがチームトップの7サックをあげた。

### プレーオフ
ブロンコスは、ディビジョナルプレーオフで、ヒューストン・オイラーズを34-10で破った。この試合、エルウェイはパス25回中14回成功、259ヤード、2TD、バンス・ジョンソンが4回のレシーブで55ヤードのTDレシーブを含む105ヤードを獲得した。だがジョンソンはこの試合で負傷し、残り試合絶望となった。
ブロンコスは、AFC中地区優勝のクリーブランド・ブラウンズとのAFCチャンピオンシップゲームを38-33で勝利し、2年連続のスーパーボウル出場を果たした。前半試合を一方的に支配したブロンコスは21-3でハーフタイムを迎えたが、ブラウンズのQBバーニー・コーザーが活躍し、第4Qに31-31の同点となった。残り5分を切って、エルウェイからサミー・ワインダーへの20ヤードのTDパスが決まり、38-31となったが、ブラウンズも敵陣8ヤードまでボールを進め、同点TDのチャンスを作った。ここでボールを持ったアーネスト・バイナーからジェレマイア・カースティールがボールを掻き出し、ファンブルしたボールをブロンコスがリカバー、その後、意図的なセイフティによる2点の失点に抑えて勝利した。
レッドスキンズは、シカゴ・ベアーズに敵地ソルジャー・フィールドで21-17と勝利した。この試合では、ダレル・グリーンが52ヤードのパントリターンTDをあげた。NFCチャンピオンシップゲームでは、12勝3敗のニューオーリンズ・セインツに44-10、13勝2敗のサンフランシスコ・フォーティナイナーズに36-24で勝利したシーズン8勝7敗のミネソタ・バイキングスと対戦した。第15週に27-24で勝利した相手に対して、残り時間5分、ウィリアムスからゲイリー・クラークへのパスで17-10とリードし、自陣6ヤード地点まで攻め込まれたものの、残り時間56秒にエンドゾーン内で、バイキングスRBダリン・ネルソンへダレル・グリーンがハードヒットを行い、TDレシーブを阻止して勝利した。

### 試合開始前の話題
ブロンコスの方が3点有利と予想された。多くの識者は、エルウェイの方がウィリアムスより優れていると見た。エルウェイはこの年、最優秀選手に選ばれており、プロボウルの先発QBにも選ばれていたのに対し、ウィリアムスはこの年レギュラーシーズンで5試合しか先発していなかった。

## 試合経過
| \| 開始 \| 開始 \| 開始 \| ボール保持 \| ドライブ \| ドライブ \| TOP \| 結果 \| 得点内容 \| 得点内容 \| 得点内容 \| 得点 \| 得点 \| \| Q \| 時間 \| 地点 \| ボール保持 \| P \| yd \| TOP \| 結果 \| yd \| 得点者 \| PAT \| レッドスキンズ \| ブロンコス \| \| ------------------------------------------------------------------------------------------------------------------------------- \| ------------------------------------------------------------------------------------------------------------------------------- \| ------------------------------------------------------------------------------------------------------------------------------- \| ------------------------------------------------------------------------------------------------------------------------------- \| ------------------------------------------------------------------------------------------------------------------------------- \| ------------------------------------------------------------------------------------------------------------------------------- \| ------------------------------------------------------------------------------------------------------------------------------- \| ------------------------------------------------------------------------------------------------------------------------------- \| ------------------------------------------------------------------------------------------------------------------------------- \| ------------------------------------------------------------------------------------------------------------------------------- \| ------------------------------------------------------------------------------------------------------------------------------- \| -------------- \| ---------- \| \| 1 \| 15:00 \| 自陣18 \| レッドスキンズ \| 3 \| 4 \| 1:49 \| パント \| — \| — \| — \| — \| — \| \| 1 \| 13:11 \| 自陣44 \| ブロンコス \| 1 \| 56 \| 0:08 \| タッチダウン（パス） \| 56 \| エルウェイ→Nattiel \| キック成功 \| 0 \| 7 \| \| 1 \| 13:03 \| 自陣17 \| レッドスキンズ \| 5 \| 18 \| 1:49 \| パント \| — \| — \| — \| — \| — \| \| 1 \| 11:14 \| 自陣32 \| ブロンコス \| 7 \| 61 \| 2:05 \| フィールドゴール成功 \| 24 \| Karlis \| — \| 0 \| 10 \| \| 1 \| 9:09 \| 自陣16 \| レッドスキンズ \| 6 \| 30 \| 2:51 \| パント \| — \| — \| — \| — \| — \| \| 1 \| 6:18 \| 自陣28 \| ブロンコス \| 7 \| 24 \| 2:45 \| パント \| — \| — \| — \| — \| — \| \| 1 \| 3:33 \| 自陣16 \| レッドスキンズ \| 6 \| 1 \| 2:02 \| パント \| — \| — \| — \| — \| — \| \| 1 \| 0:31 \| 自陣44 \| ブロンコス \| 4 \| 22 \| 1:14 \| パント \| — \| — \| — \| — \| — \| \| 2 \| 14:17 \| 自陣20 \| レッドスキンズ \| 1 \| 80 \| 0:10 \| タッチダウン（パス） \| 80 \| D.ウィリアムス→R. Sanders \| キック成功 \| 7 \| 10 \| \| 2 \| 14:07 \| 自陣18 \| ブロンコス \| 3 \| 3 \| 1:08 \| パント \| — \| — \| — \| — \| — \| \| 2 \| 12:59 \| 自陣36 \| レッドスキンズ \| 5 \| 64 \| 2:44 \| タッチダウン（パス） \| 27 \| D.ウィリアムス→G. Clark \| キック成功 \| 14 \| 10 \| \| 2 \| 10:15 \| 自陣20 \| ブロンコス \| 7 \| 54 \| 2:57 \| 43ydフィールドゴール失敗 \| — \| — \| — \| — \| — \| \| 2 \| 7:18 \| 自陣26 \| レッドスキンズ \| 2 \| 74 \| 0:51 \| タッチダウン（ラン） \| 58 \| T.スミス \| キック成功 \| 21 \| 10 \| \| 2 \| 6:27 \| 自陣22 \| ブロンコス \| 3 \| 9 \| 1:53 \| パント \| — \| — \| — \| — \| — \| \| 2 \| 4:34 \| 自陣40 \| レッドスキンズ \| 3 \| 60 \| 0:52 \| タッチダウン（パス） \| 50 \| D.ウィリアムス→R. Sanders \| キック成功 \| 28 \| 10 \| \| 2 \| 3:42 \| 自陣20 \| ブロンコス \| 3 \| 21 \| 1:28 \| インターセプト \| — \| — \| — \| — \| — \| \| 2 \| 2:14 \| 自陣21 \| レッドスキンズ \| 7 \| 79 \| 1:10 \| タッチダウン（パス） \| 8 \| D.ウィリアムス→Didier \| キック成功 \| 35 \| 10 \| \| 2 \| 1:04 \| 自陣24 \| ブロンコス \| 4 \| 40 \| 0:57 \| インターセプト \| — \| — \| — \| — \| — \| \| 2 \| 0:07 \| 自陣21 \| レッドスキンズ \| 1 \| -1 \| 0:07 \| 前半終了 \| — \| — \| — \| — \| — \| \| 前半終了 \| \| \| \| \| \| \| \| \| \| \| \| \| \| 3 \| 15:00 \| 自陣27 \| ブロンコス \| 6 \| 3 \| 1:43 \| インターセプト \| — \| — \| — \| — \| — \| \| 3 \| 13:07 \| 自陣35 \| レッドスキンズ \| 9 \| 36 \| 4:20 \| 46ydフィールドゴール失敗 \| — \| — \| — \| — \| — \| \| 3 \| 8:57 \| 自陣29 \| ブロンコス \| 3 \| -2 \| 0:54 \| パント \| — \| — \| — \| — \| — \| \| 3 \| 8:03 \| 自陣30 \| レッドスキンズ \| 7 \| 23 \| 4:16 \| インターセプト \| — \| — \| — \| — \| — \| \| 3 \| 3:47 \| 自陣2 \| ブロンコス \| 8 \| 26 \| 3:35 \| パント \| — \| — \| — \| — \| — \| \| 3 \| 0:12 \| 自陣32 \| レッドスキンズ \| 4 \| 68 \| 2:03 \| タッチダウン（ラン） \| 4 \| T.スミス \| キック成功 \| 42 \| 10 \| \| 4 \| 13:09 \| 自陣14 \| ブロンコス \| 7 \| 31 \| 3:58 \| パント \| — \| — \| — \| — \| — \| \| 4 \| 9:11 \| 自陣25 \| レッドスキンズ \| 14 \| 62 \| 9:11 \| 試合終了 \| — \| — \| — \| — \| — \| \| P=プレー数、TOP=タイム・オブ・ポゼッション、PAT=ポイント・アフター・タッチダウン。 アメリカンフットボールの用語集 (en) も参照。 \| P=プレー数、TOP=タイム・オブ・ポゼッション、PAT=ポイント・アフター・タッチダウン。 アメリカンフットボールの用語集 (en) も参照。 \| P=プレー数、TOP=タイム・オブ・ポゼッション、PAT=ポイント・アフター・タッチダウン。 アメリカンフットボールの用語集 (en) も参照。 \| P=プレー数、TOP=タイム・オブ・ポゼッション、PAT=ポイント・アフター・タッチダウン。 アメリカンフットボールの用語集 (en) も参照。 \| P=プレー数、TOP=タイム・オブ・ポゼッション、PAT=ポイント・アフター・タッチダウン。 アメリカンフットボールの用語集 (en) も参照。 \| P=プレー数、TOP=タイム・オブ・ポゼッション、PAT=ポイント・アフター・タッチダウン。 アメリカンフットボールの用語集 (en) も参照。 \| P=プレー数、TOP=タイム・オブ・ポゼッション、PAT=ポイント・アフター・タッチダウン。 アメリカンフットボールの用語集 (en) も参照。 \| P=プレー数、TOP=タイム・オブ・ポゼッション、PAT=ポイント・アフター・タッチダウン。 アメリカンフットボールの用語集 (en) も参照。 \| P=プレー数、TOP=タイム・オブ・ポゼッション、PAT=ポイント・アフター・タッチダウン。 アメリカンフットボールの用語集 (en) も参照。 \| P=プレー数、TOP=タイム・オブ・ポゼッション、PAT=ポイント・アフター・タッチダウン。 アメリカンフットボールの用語集 (en) も参照。 \| P=プレー数、TOP=タイム・オブ・ポゼッション、PAT=ポイント・アフター・タッチダウン。 アメリカンフットボールの用語集 (en) も参照。 \| 42 \| 10 \| | | | | | | | | | | |                |            |
| 開始 | 開始 | 開始 | ボール保持 | ドライブ | ドライブ | TOP | 結果 | 得点内容 | 得点内容 | 得点内容 | 得点           | 得点       |
| Q | 時間 | 地点 | ボール保持 | P | yd | TOP | 結果 | yd | 得点者 | PAT | レッドスキンズ | ブロンコス |
| 1 | 15:00 | 自陣18 | レッドスキンズ | 3 | 4 | 1:49 | パント | — | — | — | —              | —          |
| 1 | 13:11 | 自陣44 | ブロンコス | 1 | 56 | 0:08 | タッチダウン（パス） | 56 | エルウェイ→Nattiel | キック成功 | 0              | 7          |
| 1 | 13:03 | 自陣17 | レッドスキンズ | 5 | 18 | 1:49 | パント | — | — | — | —              | —          |
| 1 | 11:14 | 自陣32 | ブロンコス | 7 | 61 | 2:05 | フィールドゴール成功 | 24 | Karlis | — | 0              | 10         |
| 1 | 9:09 | 自陣16 | レッドスキンズ | 6 | 30 | 2:51 | パント | — | — | — | —              | —          |
| 1 | 6:18 | 自陣28 | ブロンコス | 7 | 24 | 2:45 | パント | — | — | — | —              | —          |
| 1 | 3:33 | 自陣16 | レッドスキンズ | 6 | 1 | 2:02 | パント | — | — | — | —              | —          |
| 1 | 0:31 | 自陣44 | ブロンコス | 4 | 22 | 1:14 | パント | — | — | — | —              | —          |
| 2 | 14:17 | 自陣20 | レッドスキンズ | 1 | 80 | 0:10 | タッチダウン（パス） | 80 | D.ウィリアムス→R. Sanders | キック成功 | 7              | 10         |
| 2 | 14:07 | 自陣18 | ブロンコス | 3 | 3 | 1:08 | パント | — | — | — | —              | —          |
| 2 | 12:59 | 自陣36 | レッドスキンズ | 5 | 64 | 2:44 | タッチダウン（パス） | 27 | D.ウィリアムス→G. Clark | キック成功 | 14             | 10         |
| 2 | 10:15 | 自陣20 | ブロンコス | 7 | 54 | 2:57 | 43ydフィールドゴール失敗 | — | — | — | —              | —          |
| 2 | 7:18 | 自陣26 | レッドスキンズ | 2 | 74 | 0:51 | タッチダウン（ラン） | 58 | T.スミス | キック成功 | 21             | 10         |
| 2 | 6:27 | 自陣22 | ブロンコス | 3 | 9 | 1:53 | パント | — | — | — | —              | —          |
| 2 | 4:34 | 自陣40 | レッドスキンズ | 3 | 60 | 0:52 | タッチダウン（パス） | 50 | D.ウィリアムス→R. Sanders | キック成功 | 28             | 10         |
| 2 | 3:42 | 自陣20 | ブロンコス | 3 | 21 | 1:28 | インターセプト | — | — | — | —              | —          |
| 2 | 2:14 | 自陣21 | レッドスキンズ | 7 | 79 | 1:10 | タッチダウン（パス） | 8 | D.ウィリアムス→Didier | キック成功 | 35             | 10         |
| 2 | 1:04 | 自陣24 | ブロンコス | 4 | 40 | 0:57 | インターセプト | — | — | — | —              | —          |
| 2 | 0:07 | 自陣21 | レッドスキンズ | 1 | -1 | 0:07 | 前半終了 | — | — | — | —              | —          |
| 前半終了 | | | | | | | | | | |                |            |
| 3 | 15:00 | 自陣27 | ブロンコス | 6 | 3 | 1:43 | インターセプト | — | — | — | —              | —          |
| 3 | 13:07 | 自陣35 | レッドスキンズ | 9 | 36 | 4:20 | 46ydフィールドゴール失敗 | — | — | — | —              | —          |
| 3 | 8:57 | 自陣29 | ブロンコス | 3 | -2 | 0:54 | パント | — | — | — | —              | —          |
| 3 | 8:03 | 自陣30 | レッドスキンズ | 7 | 23 | 4:16 | インターセプト | — | — | — | —              | —          |
| 3 | 3:47 | 自陣2 | ブロンコス | 8 | 26 | 3:35 | パント | — | — | — | —              | —          |
| 3 | 0:12 | 自陣32 | レッドスキンズ | 4 | 68 | 2:03 | タッチダウン（ラン） | 4 | T.スミス | キック成功 | 42             | 10         |
| 4 | 13:09 | 自陣14 | ブロンコス | 7 | 31 | 3:58 | パント | — | — | — | —              | —          |
| 4 | 9:11 | 自陣25 | レッドスキンズ | 14 | 62 | 9:11 | 試合終了 | — | — | — | —              | —          |
| P=プレー数、TOP=タイム・オブ・ポゼッション、PAT=ポイント・アフター・タッチダウン。 アメリカンフットボールの用語集 (en) も参照。 | P=プレー数、TOP=タイム・オブ・ポゼッション、PAT=ポイント・アフター・タッチダウン。 アメリカンフットボールの用語集 (en) も参照。 | P=プレー数、TOP=タイム・オブ・ポゼッション、PAT=ポイント・アフター・タッチダウン。 アメリカンフットボールの用語集 (en) も参照。 | P=プレー数、TOP=タイム・オブ・ポゼッション、PAT=ポイント・アフター・タッチダウン。 アメリカンフットボールの用語集 (en) も参照。 | P=プレー数、TOP=タイム・オブ・ポゼッション、PAT=ポイント・アフター・タッチダウン。 アメリカンフットボールの用語集 (en) も参照。 | P=プレー数、TOP=タイム・オブ・ポゼッション、PAT=ポイント・アフター・タッチダウン。 アメリカンフットボールの用語集 (en) も参照。 | P=プレー数、TOP=タイム・オブ・ポゼッション、PAT=ポイント・アフター・タッチダウン。 アメリカンフットボールの用語集 (en) も参照。 | P=プレー数、TOP=タイム・オブ・ポゼッション、PAT=ポイント・アフター・タッチダウン。 アメリカンフットボールの用語集 (en) も参照。 | P=プレー数、TOP=タイム・オブ・ポゼッション、PAT=ポイント・アフター・タッチダウン。 アメリカンフットボールの用語集 (en) も参照。 | P=プレー数、TOP=タイム・オブ・ポゼッション、PAT=ポイント・アフター・タッチダウン。 アメリカンフットボールの用語集 (en) も参照。 | P=プレー数、TOP=タイム・オブ・ポゼッション、PAT=ポイント・アフター・タッチダウン。 アメリカンフットボールの用語集 (en) も参照。 | 42             | 10         |

第1Q、レッドスキンズの最初の攻撃は3回でパントに終わり、試合開始から1分57秒に、ブロンコスは最初のプレーで、ジョン・エルウェイが、リッキー・ナティールへ56ヤードのTDパスを決めて7-0と先制した。試合開始から1分57秒でのタッチダウンは、スーパーボウル史上最速のものであった（後に第29回スーパーボウルでのジェリー・ライス、第41回スーパーボウルでのデビン・ヘスターが記録を更新）。
ブロンコスは、レッドスキンズの攻撃を止めてパントを蹴らせると、マーク・ジャクソンへの32ヤードのパス、スティーブ・スウェルからエルウェイの23ヤードのパスで前進した（エルウェイがパスレシーブするこのプレーは、前年のロサンゼルス・レイダースとの開幕戦でも行われTDをあげていた。）。レッドスキンズは、デンバーの攻撃を自陣6ヤード地点で食い止めたが、リッチ・カーリスのFGで10-0とブロンコスはリードを広げた。
レッドスキンズの次の攻撃もパントとなり、ブロンコスは続く攻撃で、ジーン・ラングの2回のランで24ヤード、スウェルへの18ヤードのパスで、敵陣30ヤードまでボールを進めた。しかし、ブロンコスは、第3ダウンの攻撃で、ワシントンのSアルビン・ウォルトンにエルウェイがサックされて18ヤードをロスし、追加点を奪えなかった。第1Qのレッドスキンズの攻撃はいずれもパントに終わっていた。また第1Q終盤にダグ・ウィリアムスがサックされた際、足を負傷、交代出場したジェイ・シュローダーは最初のプレーでカール・メクレンバーグにサックされた。第1Qの獲得ヤードは、レッドスキンズは64ヤードに対してブロンコスは2倍以上の142ヤードを獲得して、10-0とリードした。それまでのスーパーボウルで10点差以上をつけられた後、逆転したチームはいなかった。
第2Q、残り14分17秒にウィリアムスはフィールドに復帰し、第21回スーパーボウルの後半にニューヨーク・ジャイアンツが見せたように、ブロンコスのディフェンスを崩壊に追い込んだ。
第2Q最初のプレーで、リッキー・サンダースがスクリメージラインで彼を止めようとしたマーク・ヘインズを振り切り、80ヤードのTDレシーブをあげた。続くブロンコスの攻撃はパントに終わり、レッドスキンズは敵陣27ヤードまで前進し、第3ダウン残り1ヤード、ブロンコスディフェンスがランプレーを予想したのに対してパスを選択、ゲイリー・クラークがエンドゾーンへのダイビングキャッチを見せて14-10と逆転した。
ブロンコスは、サミー・ワインダーの27ヤードレシーブ、エルウェイの21ヤードのランで、敵陣26ヤードまで前進したが、43ヤードのFGをカーリスは失敗した。レッドスキンズは、次のドライブでクラークの16ヤードのレシーブ、キャリア初先発のRBティミー・スミスが58ヤードのTDランを見せて、21-10とリードを広げた。次の攻撃でリッキー・サンダースへの50ヤードのTDパスで28-10となった。サンダースはスーパーボウル史上初の1クォーターに2TDレシーブをあげた選手となった。続くブロンコスの攻撃は、4プレー目にレッドスキンズのディフェンスバックバリー・ウィルバーンがエルウェイのパスを自陣21ヤード地点でインターセプトした。レッドスキンズは、スミスの43ヤードのラン、サンダースへの2本のパスで敵陣7ヤードまで前進すると、2プレー後にTEクリント・ディディアーへの8ヤードのTDパスで35-10となった。ブロンコスは、次の攻撃でエルウェイが3本連続でパスを成功し、40ヤードを獲得、敵陣36ヤード地点まで前進したが、前半残り7秒に新人ディフェンスバックのブライアン・デービスが自陣21ヤード地点でエルウェイのパスをインターセプトして、反撃の芽を摘んだ
第2Qにレッドスキンズの攻撃は、ウィリアムスがパス11回中9回成功、228ヤード、4TD、スミスが5回のランで122ヤードを走り、1TD、サンダースが4回のレシーブで169ヤード、2TDレシーブをあげるなど、18プレーで35得点をあげた。この猛攻はThe Quarterと呼ばれている。
レッドスキンズは第4Qにスミスの4ヤードのTDランで42-10と追加点をあげた。この68ヤードのTDドライブでは、リバースプレーからのクラークの25ヤードのラン、スミスが3回のランで43ヤードを獲得した。
レッドスキンズのディフェンスは、エルウェイを5サック、3インターセプトして、第2Q以降、追加点を許さなかった。
ダグ・ウィリアムスはアフリカ系アメリカ人QBとして初めてスーパーボウルに出場し、MVPに選ばれた。
レギュラーシーズンではほとんど活躍していなかったティミー・スミスが第18回スーパーボウルでマーカス・アレンが作ったスーパーボウル記録を破る204ヤード（平均9.3ヤード）を走り、2TDをあげた。
リッキー・サンダースのレシーブでの193ヤード獲得、レッドスキンズのトータルオフェンスが602ヤードを獲得したのもスーパーボウル記録となった。
ゲイリー・クラークは、3回のレシーブで55ヤード、1TD、ランでも25ヤードを走った。バリー・ウィルバーンが2インターセプト、アルビン・ウォルトンが2サックをあげた。
ジーン・ラングがブロンコスのリーディングラッシャーであったが、5回のランで38ヤードに終わった。エルウェイは38回のパス中14回成功、257ヤード、1TD、3INT、3回のランで32ヤードの成績であった。この試合はエルウェイが出場した5試合中唯一TDランをあげなかった試合である。マーク・ジャクソンがブロンコストップの4回のレシーブで76ヤードを獲得した。
リッキー・サンダースはスーパーボウル優勝チームがホワイトハウスに招待された際、ロナルド・レーガン大統領からのパスをキャッチした。

### スーパーボウル記録
レッドスキンズが作った記録
- トータル獲得ヤード 602ヤード
- ラン獲得ヤード 280ヤード
- 最多タッチダウン 6回
- 1クォーターでの獲得ヤード 356ヤード
- 1クォーター及びハーフでの得点記録 35点
- 1クォーターでのタッチダウン 5回
- 最多得点差からの逆転 10点差

両軍が作った記録
- トータル獲得ヤード 929ヤード

## スターティングラインアップ
| ワシントン・レッドスキンズ            | ポジション | デンバー・ブロンコス                      |
| ------------------------------------- | ---------- | ----------------------------------------- |
| オフェンス                            |            |                                           |
| リッキー・サンダース Ricky Sanders    | WR         | リッキー・ナティール Ricky Nattiel        |
| ジョー・ジャコビー Joe Jacoby         | LT         | デイブ・スタッダード Dave Studdard        |
| ラリー・マッケンジー Raleigh McKenzie | LG         | キース・ビショップ Keith Bishop           |
| ジェフ・ボスティック Jeff Bostic      | C          | マイク・フリーマン Mike Freeman           |
| R・C・ティールマン R.C. Thielemann    | RG         | ステファン・ハンフリーズ Stefan Humphries |
| マーク・メイ Mark May                 | RT         | ケン・ラニアー Ken Lanier                 |
| ドン・ウォーレン Don Warren           | TE         | クラレンス・ケイ Clarence Kay             |
| ゲイリー・クラーク Gary Clark         | WR         | マーク・ジャクソン Mark Jackson           |
| ダグ・ウィリアムス Doug Williams      | QB         | ジョン・エルウェイ John Elway             |
| クリント・ディディアー Clint Didier   | TE/RB      | ジーン・ラング Gene Lang                  |
| ティミー・スミス Timmy Smith          | RB         | サミー・ワインダー Sammy Winder           |
| ディフェンス                          |            |                                           |
| チャールズ・マン Charles Mann         | LE         | アンドレ・タウンゼント Andre Townsend     |
| デイブ・バッツ Dave Butz              | LDT-NT     | グレッグ・クラーゲン Greg Kragen          |
| ダリル・グラント Darryl Grant         | RDT-RE     | ルーロン・ジョーンズ Rulon Jones          |
| デクスター・マンリー Dexter Manley    | RDE-LOLB   | サイモン・フレッチャー Simon Fletcher     |
| メル・カウフマン Mel Kaufman          | LOLB-LILB  | カール・メクレンバーグ Karl Mecklenburg   |
| ニール・オルケウィック Neal Olkewicz  | MLB-RILB   | リッキー・ハンリー Ricky Hunley           |
| モンテ・コールマン Monte Coleman      | ROLB       | ジム・ライアン Jim Ryan                   |
| ダレル・グリーン Darrell Green        | LCB        | マーク・ヘインズ Mark Haynes              |
| バリー・ウィルバーン Barry Wilburn    | RCB        | スティーブ・ウィルソン Steve Wilson       |
| アルビン・ウォルトン Alvin Walton     | SS         | デニス・スミス Dennis Smith               |
| トッド・ボールズ Todd Bowles          | FS         | トニー・リリー Tony Lilly                 |
| スペシャルチーム                      |            |                                           |
| アリ・ハジ＝シェイク Ali Haji-Sheikh  | K          | リッチ・カーリス Rich Karlis              |
| スティーブ・コックス Steve Cox        | P          | マイク・ホーラン Mike Horan               |
| ヘッドコーチ                          |            |                                           |
| ジョー・ギブス Joe Gibbs              |            | ダン・リーブス Dan Reeves                 |

## トーナメント表
|  | |                                   |                                   |                            |                        |                                          |                                     |                                     |                       |                       |                       |  |  |  |  |  |  |  |
|  | 1月3日 ルイジアナ・スーパードーム | 1月3日 ルイジアナ・スーパードーム | 1月3日 ルイジアナ・スーパードーム |                            |                        | 1月9日 キャンドルスティック・パーク      | 1月9日 キャンドルスティック・パーク | 1月9日 キャンドルスティック・パーク |                       |                       |                       |  |  |  |  |  |  |  |
|  | 1月3日 ルイジアナ・スーパードーム | 1月3日 ルイジアナ・スーパードーム | 1月3日 ルイジアナ・スーパードーム |                            |                        | 1月9日 キャンドルスティック・パーク      | 1月9日 キャンドルスティック・パーク | 1月9日 キャンドルスティック・パーク |                       |                       |                       |  |  |  |  |  |  |  |
|  | 1月3日 ルイジアナ・スーパードーム | 1月3日 ルイジアナ・スーパードーム | 1月3日 ルイジアナ・スーパードーム |                            |                        | 1月9日 キャンドルスティック・パーク      | 1月9日 キャンドルスティック・パーク | 1月9日 キャンドルスティック・パーク |                       |                       |                       |  |  |  |  |  |  |  |
|  | 1月3日 ルイジアナ・スーパードーム | 1月3日 ルイジアナ・スーパードーム | 1月3日 ルイジアナ・スーパードーム |                            |                        | 1月9日 キャンドルスティック・パーク      | 1月9日 キャンドルスティック・パーク | 1月9日 キャンドルスティック・パーク |                       |                       |                       |  |  |  |  |  |  |  |
|  | 5 | バイキングス                      | 44                                |                            |                        | 1月9日 キャンドルスティック・パーク      | 1月9日 キャンドルスティック・パーク | 1月9日 キャンドルスティック・パーク |                       |                       |                       |  |  |  |  |  |  |  |
|  | 5 | バイキングス                      | 44                                | 5                          | バイキングス           | 36                                       |                                     |                                     |                       |                       |                       |  |  |  |  |  |  |  |
|  | 4 | セインツ                          | 10                                | 5                          | バイキングス           | 36                                       |                                     |                                     | 1月17日 RFKスタジアム | 1月17日 RFKスタジアム | 1月17日 RFKスタジアム |  |  |  |  |  |  |  |
|  | 4 | セインツ                          | 10                                | 1                          | 49ers                  | 24                                       |                                     |                                     | 1月17日 RFKスタジアム | 1月17日 RFKスタジアム | 1月17日 RFKスタジアム |  |  |  |  |  |  |  |
|  | |                                   |                                   | 1                          | 49ers                  | 24                                       |                                     |                                     | 1月17日 RFKスタジアム | 1月17日 RFKスタジアム | 1月17日 RFKスタジアム |  |  |  |  |  |  |  |
|  | NFC |                                   |                                   |                            |                        |                                          |                                     |                                     | 1月17日 RFKスタジアム | 1月17日 RFKスタジアム | 1月17日 RFKスタジアム |  |  |  |  |  |  |  |
|  | |                                   |                                   | 5                          | バイキングス           | 10                                       |                                     |                                     |                       |                       |                       |  |  |  |  |  |  |  |
|  | 1月10日 ソルジャー・フィールド |                                   |                                   | 5                          | バイキングス           | 10                                       |                                     |                                     |                       |                       |                       |  |  |  |  |  |  |  |
|  | | 3                                 | レッドスキンズ                    | 17                         |                        |                                          |                                     |                                     |                       |                       |                       |  |  |  |  |  |  |  |
|  | | 3                                 | レッドスキンズ                    | 17                         |                        |                                          |                                     |                                     |                       |                       |                       |  |  |  |  |  |  |  |
|  | |                                   |                                   | NFC チャンピオンシップ     |                        |                                          |                                     |                                     |                       |                       |                       |  |  |  |  |  |  |  |
|  | 3 | レッドスキンズ                    | 21                                |                            |                        |                                          |                                     |                                     |                       |                       |                       |  |  |  |  |  |  |  |
|  | 3 | レッドスキンズ                    | 21                                |                            |                        | 1月31日 ジャック・マーフィー・スタジアム |                                     |                                     |                       |                       |                       |  |  |  |  |  |  |  |
|  | 2 | ベアーズ                          | 17                                |                            |                        |                                          |                                     |                                     |                       |                       |                       |  |  |  |  |  |  |  |
|  | 2 | ベアーズ                          | 17                                | ワイルドカード・プレーオフ |                        |                                          |                                     |                                     |                       |                       |                       |  |  |  |  |  |  |  |
|  | ディビジョナル・プレーオフ |                                   |                                   |                            |                        |                                          |                                     |                                     |                       |                       |                       |  |  |  |  |  |  |  |
|  | |                                   |                                   | N3                         | レッドスキンズ         | 42                                       |                                     |                                     |                       |                       |                       |  |  |  |  |  |  |  |
|  | 1月9日 クリーブランド・スタジアム |                                   |                                   | N3                         | レッドスキンズ         | 42                                       |                                     |                                     |                       |                       |                       |  |  |  |  |  |  |  |
|  | | A1                                | ブロンコス                        | 10                         |                        |                                          |                                     |                                     |                       |                       |                       |  |  |  |  |  |  |  |
|  | | A1                                | ブロンコス                        | 10                         |                        |                                          |                                     |                                     |                       |                       |                       |  |  |  |  |  |  |  |
|  | |                                   |                                   | 第22回スーパーボウル       |                        |                                          |                                     |                                     |                       |                       |                       |  |  |  |  |  |  |  |
|  | 3 | コルツ                            | 21                                |                            |                        |                                          |                                     |                                     |                       |                       |                       |  |  |  |  |  |  |  |
|  | 3 | コルツ                            | 21                                |                            |                        | 1月17日 マイル・ハイ・スタジアム         |                                     |                                     |                       |                       |                       |  |  |  |  |  |  |  |
|  | 2 | ブラウンズ                        | 38                                |                            |                        |                                          |                                     |                                     |                       |                       |                       |  |  |  |  |  |  |  |
|  | 2 | ブラウンズ                        | 38                                |                            |                        |                                          |                                     |                                     |                       |                       |                       |  |  |  |  |  |  |  |
|  | AFC |                                   |                                   |                            |                        |                                          |                                     |                                     |                       |                       |                       |  |  |  |  |  |  |  |
|  | 1月3日 アストロドーム | 1月3日 アストロドーム             | 1月3日 アストロドーム             | 2                          | ブラウンズ             | 33                                       |                                     |                                     |                       |                       |                       |  |  |  |  |  |  |  |
|  | 1月3日 アストロドーム | 1月3日 アストロドーム             | 1月3日 アストロドーム             | 2                          | ブラウンズ             | 33                                       | 1月10日 マイル・ハイ・スタジアム    |                                     |                       |                       |                       |  |  |  |  |  |  |  |
|  | 1月3日 アストロドーム | 1月3日 アストロドーム             | 1月3日 アストロドーム             |                            | 1                      | ブロンコス                               | 38                                  |                                     |                       |                       |                       |  |  |  |  |  |  |  |
|  | 1月3日 アストロドーム | 1月3日 アストロドーム             | 1月3日 アストロドーム             |                            | 1                      | ブロンコス                               | 38                                  |                                     |                       |                       |                       |  |  |  |  |  |  |  |
|  | 5 | シーホークス                      | 20                                | AFC チャンピオンシップ     | AFC チャンピオンシップ | AFC チャンピオンシップ                   |                                     |                                     |                       |                       |                       |  |  |  |  |  |  |  |
|  | 5 | シーホークス                      | 20                                | AFC チャンピオンシップ     | AFC チャンピオンシップ | AFC チャンピオンシップ                   | 4                                   | オイラーズ                          | 10                    |                       |                       |  |  |  |  |  |  |  |
|  | 4 | オイラーズ                        | 23*                               | AFC チャンピオンシップ     | AFC チャンピオンシップ | AFC チャンピオンシップ                   | 4                                   | オイラーズ                          | 10                    |                       |                       |  |  |  |  |  |  |  |
|  | 4 | オイラーズ                        | 23*                               | AFC チャンピオンシップ     | AFC チャンピオンシップ | AFC チャンピオンシップ                   | 1                                   | ブロンコス                          | 34                    |                       |                       |  |  |  |  |  |  |  |
|  | |                                   |                                   |                            |                        |                                          | 1                                   | ブロンコス                          | 34                    |                       |                       |  |  |  |  |  |  |  |
|  | - ディヴィジョナルプレイオフの試合は、同地区のチームが対戦しないように組まれている。 - チーム名の左の数字はシード順。 - スーパーボウル開催地は事前にオーナー会議で決定。 - チーム名の左の数字は、1987年レギュラーシーズンの結果に基づいて決定されたシード順。 |                                   |                                   |                            |                        |                                          |                                     |                                     |                       |                       |                       |  |  |  |  |  |  |  |